# Larry Baker
Larry Baker (Fort Smith, 24 aprile 1948) è un vibrafonista, polistrumentista e compositore statunitense, noto soprattutto per essere stato membro del gruppo rock Proto-Kaw.

## Biografia
Inizia casualmente il suo percorso musicale a 11 suonando il pianoforte, e, a 16 ha iniziato a scrivere musica. Successivamente, ha studiato composizione con Spencer Norton e Charles Hoag all'Università dell'Oklahoma e con Donald Erb, vincitore del Cleveland Arts Prize nel 1966, al Cleveland Institute of Music. 
Nel 1972 suonò con alcuni futuri membri della band Kansas, nella   per alcuni mesi. Lasciata la band, nel 2004 è tra i fondatori dei Proto-Kaw, band derivata degli stessi Kansas, insieme al chitarrista Kerry Livgren, band che lascerà nel 2011.
Nel 1973, abbandonata momentaneamente l'attività musicale, accetta l'incarico come insegnante di teoria e composizione presso  lo stesso istituto, il quale, sotto la sua guida, ha sfornato band quali Contemporary Chamber Ensemble, un ensemble fusion e, successivamente, il gruppo christian metal Recon. Mantenne questo ruolo fino al 1993.
Nel 1983 pubblica Rainmusic, un album fusion completamente strumentale ed acustico, in cui suona la marimba, e nel 1987 compone Haydn's Head, omaggio al compositore austriaco Franz Joseph Haydn, dove suona le percussioni e il vibrafono.

## Discografia

### Con i Proto-Kaw
- Early Recordings from Kansas, 2002
- Before Became After, 2004
- The Wait of Glory, 2006
- Forth, 2011

### Altri album
- 1978 - Cleveland Composers Guild:Larry Baker
- 1983 - Rainmusic
- 1987 - Haydn's Head